# Брайтон енд Гоув Альбіон
«Бра́йтон енд Го́ув А́льбіон» (англ. Brighton & Hove Albion Football Club) — англійський футбольний клуб з унітарної одиниці Брайтон і Гоув. Виступає в Прем'єр-лізі.

## Історія
Клуб, заснований був 21 серпня 1901 року, відвідувачами одного з місцевих пабів, «Брайтон Альбіон»  який грав у Південній футбольній лізі до того, як перейти в Футбольну Лігу в 1920 році.
Не минуло багато часу з моменту заснування клубу, як «мартини» почали виступати у регіональній Південній лізі, де їм вдалося перемогти у сезоні 1909/10. Завдяки цьому тріумфу, Брайтону отримав можливість зіграти з «Астон Віллою» за Суперкубок Англії, який за правилами мав відбутися між чемпіонами Південної та Футбольної ліг. Незважаючи на те, що  Брайтон вважався фаворитом у цій зустрічі, Брайтону вдалося перемогти з мінімальним рахунком 1:0  і стати володарем єдиного досі у своїй історії Суперкубку Англії.
У Перший дивізіон клуб вперше вийшов 1979 року й грав у ньому до 1983 року, вийшовши також в цей період у фінал кубка Англії 1982—1983, де поступився в переграванні «Манчестер Юнайтед» (2:2 і 0:4). Відхід з команди багатьох лідерів, зокрема, захисника Марка Лоренсона, привів до вильоту «Брайтона» з вищого дивізіону Англії.
У сезоні 1996—1997 «Брайтон» зайняв 23 місце з 24 у Третій Лізі, маючи однакову кількість очок з «Герефорд Юнайтед», випередивши їх лише за рахунок додаткових показників. У наступному сезоні ситуація повторилася — знову передостаннє місце, але цього разу цього разу від аутсайдера, «Донкастер Роверз», «Альбіон» відділяло 15 очок. Також 1997 року був закритий стадіон «Голдстоун Граунд», на якому клуб виступав з моменту свого створення. «Брайтон» був змушений переїхати на менш місткий «Вітден Стедіум», один з небагатьох англійських стадіонів з біговими доріжками.
Після цього клуб заробив підвищення в лізі і навіть зміг на один сезон піднятися в Чемпіоншип 2005 року. Але не зміг втриматися і повернувся до Ліги 1, де на кілька сезонів влаштувався в середині таблиці.
12 квітня 2011 року «чайки» під керівництвом Гуса Поєта, за п'ять турів до кінця сезону в Лізі Один, здобули домашню перемогу над столичним клубом «Дагенем енд Редбрідж» з рахунком 4:3 і забезпечили собі перше місце і вихід в Чемпіоншип.
До сезону 2011—2012 у клубу з'явився новий стадіон — «Фалмер», місткістю більше 22 тисяч глядачів.

## Склад команди
Станом на 1 січня 2025
| №  | Поз. | Нац.       | Гравець              |
| -- | ---- | ---------- | -------------------- |
| 1  | ВР   | Нідерланди | Барт Вербрюгген      |
| 2  | ЗХ   | Гана       | Тарік Лемпті         |
| 3  | ЗХ   | Бразилія   | Ігор Жуліо           |
| 4  | ЗХ   | Англія     | Адам Вебстер         |
| 5  | ЗХ   | Англія     | Льюїс Данк (капітан) |
| 6  | ПЗ   | Англія     | Джеймс Мілнер        |
| 7  | ПЗ   | Англія     | Соллі Марч           |
| 8  | ПЗ   | Німеччина  | Махмуд Дауд          |
| 9  | НП   | Бразилія   | Жуан Педро           |
| 10 | НП   | Парагвай   | Хуліо Енсісо         |
| 11 | ПЗ   | Шотландія  | Біллі Гілмор         |
| 13 | ПЗ   | Німеччина  | Паскаль Грос         |
| 14 | ПЗ   | Англія     | Адам Лаллана         |
| 15 | ПЗ   | Польща     | Якуб Модер           |
| 18 | НП   | Англія     | Денні Велбек         |

| №  | Поз. | Нац.        | Гравець                            |
| -- | ---- | ----------- | ---------------------------------- |
| 19 | ЗХ   | Аргентина   | Валентін Барко                     |
| 20 | ПЗ   | Камерун     | Карлос Балеба                      |
| 22 | ПЗ   | Японія      | Каору Мітома                       |
| 23 | ВР   | Англія      | Джейсон Стіл                       |
| 24 | ПЗ   | Кот-д'Івуар | Сімон Адінгра                      |
| 25 | ПЗ   | Парагвай    | Дієго Гомес                        |
| 28 | НП   | Ірландія    | Еван Фергюсон                      |
| 29 | ЗХ   | Нідерланди  | Ян Паул ван Геке                   |
| 30 | ЗХ   | Еквадор     | Первіс Еступіньян                  |
| 31 | НП   | Іспанія     | Ансу Фаті (в оренді з «Барселони») |
| 34 | ЗХ   | Нідерланди  | Джоел Велтман                      |
| 38 | ВР   | Канада      | Том Макгілл                        |
| 40 | ПЗ   | Аргентина   | Факундо Буонанотте                 |
| 41 | ПЗ   | Англія      | Джек Гіншелвуд                     |

## Досягнення
Футбольна ліга
- Переможці Ліги Один: 1957—1958, 2001—2002, 2010—2011
- Переможці Ліги Два: 1964—1965, 2000—2001

Південна Футбольна Ліга
- Чемпіон: 1909—1910

Суперкубок Англії
- Володар: 1910

Кубок Англії
- Фіналіст: 1982—1983